# Klimmen van A tot Z
Deze pagina bevat een lijst van termen die gebruikt worden bij het klimmen.

## A
- Abseilen
- Abseilacht
- Achtknoop
- Afvlaggen
- Ankersteek

## B
- Balans
- Belaylus
- Beenlus
- Block!
- Boulderen
- Bouldermat

## C
- Carabiner
- Clippen
- Crashpad

## D
- Dubbele achtknoop
- Dubbele paalsteek

## E
- Egyptian

## F
- Friend

## G
- Gordel
- Greep
- Grigri

## H
- Halve mastworp
- Halve steek
- Heupgordel
- Hielhook
- HMS
- Hoogtevrees
- Hoogteziekte

## I
- Ik kom!
- Indraaien
- Integraalgordel

## K
- Kan ik komen?
- Karabijnhaak
- Klimbeveiliging
- Klimgordel
- Klimgreep
- Klimhal
- Klimmuur
- Klimongevallen
- Klimschoen
- Klimsport
- KNAV
- Knopen

## L
- Lolotte

## M
- Mastworp
- Materiaalcarabiner
- Materiaallus

## N
- Nakomen!
- Nut

## O
- Overhang

## P
- Paalsteek
- Piazzen
- Prusikknoop

## R
- Relais
- Rots

## S
- Schoorstenen
- Schroefcarabiner
- Setje
- Slipsteek
- Spotter
- Stand!
- Standplaats

## T
- Teenhook
- Touw
- Touwcommando
- Touw in!
- Touw uit!
- Touching the Void

## V
- Voorklimmen

## X Y Z
- Zekering